# Countirou
Le Countirou est une rivière du Sud de la France qui coule dans le département de l'Ariège en région Occitanie. C'est un affluent de l'Hers-Vif en rive gauche, donc un sous-affluent de la Garonne par l'Ariège.

## Géographie
Le Countirou est un ruisseau du piémont pyrénéen de 15,2 km de longueur. Il a son origine dans le département de l'Ariège : sa source se trouve vers 530 mètres d'altitude, sur la commune de Tabre.
Le cours d'eau coule d'abord vers l'est puis s'oriente vers le nord à travers le paysage collinéen du piémont pyrénéen. Il se jette dans l'Hers-Vif en rive gauche, sur le territoire de Mirepoix.

### Communes et cantons traversés
Dans le seul département de l'Ariège, le Countirou traverse les six communes suivantes de Tabre, Aigues-Vives, Troye-d'Ariège, Saint-Quentin-la-Tour, La Bastide-de-Bousignac, Mirepoix.

### Bassin versant
Le Countirou traverse une seule zone hydrographique « L'Hers vif du confluent de l'Ambrone au confluent du Canal du Moulin de Basset » (O153) de 664 km2 de superficie.

## Affluents
Le Countirou a onze tronçons ou affluents référencés dont :
- le ruisseau de Saint-Paul,
- le ruisseau de la Prade,
- ?? 2,2 km avec un affluent sans nom de 1 km
- le ruisseau de Gradal

### Rang de Strahler
Donc son rang de Strahler est de trois

## Aménagements et écologie
Une station de mesure de la qualité des eaux superficielles est installé à Mirepoix.